# 加拉尔格
加拉尔格（法語：Galargues，法語發音：[ɡalaʁɡ]）是法国埃罗省的一个市镇，属于蒙彼利埃区。

## 地理
加拉尔格（43°46'14"N, 4°1'17"E）面积11.43 平方千米，位于法国奧克西塔尼大區埃罗省，该省份为法国南部沿海省份，南濒地中海，西南接奥德省，西北接塔恩省和阿韦龙省，东北与加尔省接壤。
与加拉尔格接壤的市镇（或旧市镇、城区）包括：卡尔纳斯、索米耶尔、比济尼亚尔格、康帕涅、加里格、圣博济勒德蒙梅勒、圣伊莱尔德博瓦尔、索西讷。

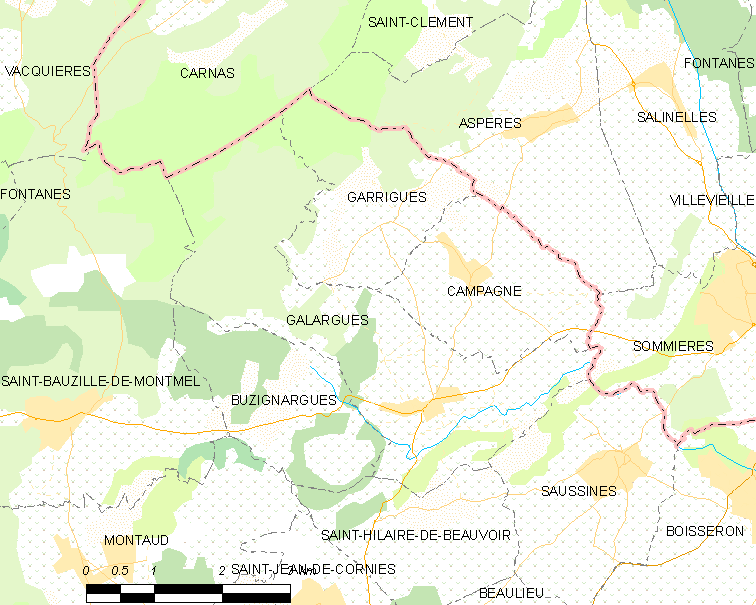
加拉尔格的OSM定位图

加拉尔格的时区为UTC+01:00、UTC+02:00（夏令时）。

## 行政
加拉尔格的邮政编码为34160，INSEE市镇编码为34110。

## 政治
加拉尔格所属的省级选区为吕内勒县。

## 人口

1962-2008年间加拉尔格人口变化图示

加拉尔格于2022年1月1日时的人口数量为755人。